# Força Aèria Imperial de Manxukuo
La Força Aèria Imperial de Manxukuo (anglès: Manchukuo Imperial Air Force) va ser la branca aèria de les Forces armades de Manxukuo. De curta existència, des del començament aquesta Força aèria va estar molt lligada amb les Forces Armades del Japó i en la pràctica la seva autonomia va ser molt limitada, depenent exclusivament del subministrament d'avions per part del Japó i la formació de nous pilots.

## Història
La Força Aèria de Manxukuo va ser establerta de manera efectiva el mes de febrer de 1937, inicialment formada amb trenta efectius procedents de l'Exèrcit Imperial de Manxukuo i entrenats per oficials japonesos de l'Exèrcit de Kwantung. L'entrenament bàsic es va realitzar amb avions japonesos en l'aeròdrom de Harbin.
El predecessor oficial de la Força aèria era l'anomenada "Companyia de Transport Aeri de Manxukuo" (més tard reanomenada com a Manchukuo National Airways), una aerolínia paramilitar formada en 1931 que va dur a terme missions de transport i reconeixement aeri per a les Forces Armades Japoneses.
L'encara petita Aviació de Manxukuo va intervenir al costat de l'aviació militar japonesa en diverses operacions militars contra els soviètics, com la Batalla del Llac Jasán (1938) o la Batalla de Jaljin Gol (1939).
Cap a 1940 l'aviació militar ja comptava amb tres unitats aèries organitzades i una escola de formació de pilots, si bé encara comptava amb un petit nombre d'aparells. A partir de 1941 i fins al final de la contesa el principal avió en servei amb la Força aèria manchú va ser el caça lleuger Nakajima Ki-27b "Nate", encara que també es van rebre altres aparells. Atès que era una Força aèria de caràcter defensiu, va estar composta principalment per caces, per la qual cosa l'únic bombarder tàctic que va estar en servei en Manchukuo durant la Segona Guerra Mundial va ser el Kawasaki Ki-32 "Mary". Cap a l'el final de la contesa els manxus van sol·licitar als japonesos l'enviament dels caces Nakajima Ki-43 IIa Hayabusa "Oscar" i Nakajima Ki-44 IIb Shoki "Tojo", encara que en tractar-se de models avançats amb prou feines es van rebre uns pocs aparells.
Un altre problema per a la Força Aèria de Manxukuo va ser l'escassetat crònica de combustible, el qual era requerit principalment per l'aviació militar japonesa.
A partir de 1944, amb l'avanç de la Segona Guerra Mundial, la Força Aèria de Manxukuo va haver de fer front als atacs dels bombarders pesats de la USAAF, per la qual cosa aquesta va passar a quedar sota el comandament directe del 2.º Exèrcit Aeri Japonès. Para llavors l'aviació militar manxú comptava amb entre 100 i 120 aparells en servei, la majoria d'ells caces Nakajima Ki-27. Al desembre de 1944, durant el primer atac dut a terme sobre Manxukuo pels B-29, els caces manxus i japonesos van aconseguir derrocar 7 bombarders a canvi de perdre un parell d'avions propis, sense que els B-29 haguessin aconseguit el seu objectiu primari. Durant la resta del mes els bombarders nord-americans van realitzar noves missions sobre Manxukuo, però no van aconseguir complir els seus objectius i a canvi van sofrir un important nombre de baixes, per la qual cosa el comandament nord-americà finalment va decidir cancel·lar els seus atacs sobre Manxuria. Això va suposar una victòria defensiva per als defensors manxus i japonesos.
A l'agost de 1945, després de la invasió soviètica, la Força aèria manxú es va dissoldre.

## Organització

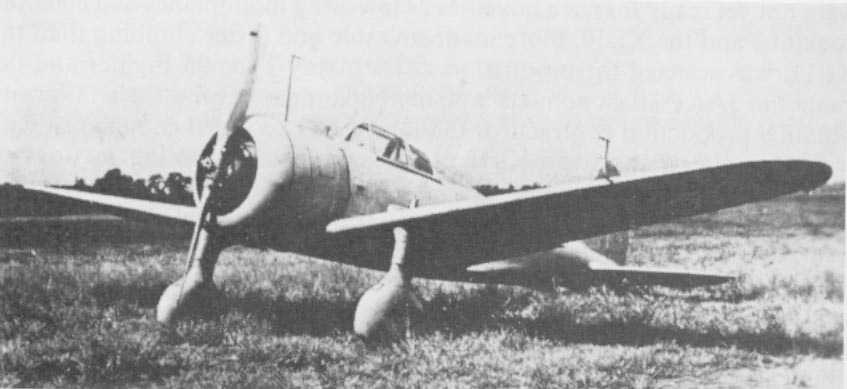
Nakajima Ki-27, que va constituir el principal caça emprat per la Força Aèria de Manchukuo.

La primera unitat aèria de Manxukuo va ser establerta en l'aeròdrom de Xinjing, i inicialment solament va disposar d'un avió: un caça biplà Nieuport-Delage NiD 29, de fabricació francesa. Posteriorment s'afegirien altres aparells de fabricació japonesa, com els bombarders lleugers Kawasaki Tipus 88 (KDA-2) i els caces Nakajima Tipus 91. Una segona unitat aèria va ser establerta a Fengtien i una tercera unitat seria creada a Harbin entre els anys 1938 i 1939. Al juliol de 1940 es va crear un comandament de Defensa aèria a Hsinking.
Inicialment els pilots i els equips de terra solament podien estar formats per japonesos. No obstant això, a partir de 1940 les autoritats nipones van permetre als manxus ètnics poder rebre entrenament militar. El 30 d'agost d'aquest any es va crear una escola de vol a Fengtien, dedicada a la formació de pilots tant civils com a militars. El gener de 1941 el programa d'entrenament va sofrir una forta reculada quan aproximadament uns cent cadets es van revoltar i van desertar, unint-se a les guerrilles anti-japoneses després d'haver assassinat als seus instructors. Malgrat aquest succés, entre setembre i octubre de 1942 l'escola va rebre més de vint avions d'entrenament, incloent els entrenadors avançats Tachikawa Ki-9 "Spruce", Tachikawa Ki-55 "Ida" i Mansyū Ki-79.
També es va crear una unitat aèria de transport que estava equipada amb tres avions de transport Nakajima Ki-34 "Thora", amb la missió de cobrir les necessitats de la Cort imperial manxú. Als Nakajima Ki-34 es van unir també els Junkers Ju-86Z-2, Tachikawa Ki-54 "Hickory" i els Manshū Hayabusa, que van quedar dedicats a les necessitats del govern.